# 십진법화
십진법화 또는 십진화(영어: Decimalisation, 미국식 영어: Decimalization)는 화폐 체계 또는 가중치와 측정치를 10의 거듭제곱에 의한 단위들로 변환하는 것이다.
대부분의 국가는 통화를 10진법으로 변환하여 비십진법의 보조단위에서 10진법의 보조단위으로 변환하고 있다. 기본 통화 단위와 서브 유닛은 10의 거듭제곱이며, 가장 일반적으로는 100이며, 예외적으로 1000이다.동시에, 통화명과 환율을 새로운 통화로 변경하는 일도 있다.